# Coptosoma elegans
Espèce
Coptosoma elegans est une espèce d'insectes hémiptères du sous-ordre des hétéroptères, des punaises de la famille des Plataspidae. Elle est trouvée en Europe.